# Arròs Badia
L'arròs Badia, Bahia o Padano és una varietat d'arròs de gra mitjà o semilarg. En l'actualitat es conrea poc a València (existint una major producció al Parc natural del Delta de l'Ebre) i està reglamentat pel consell regulador de la Denominació d'origen Arrossos de València. És molt similar en les seues propietats organoléptiques a la varietat sénia.

## Característiques
Es conrea a València (àrea d'influència del Parc Natural de l'Albufera) i Delta de l'Ebre. Posseeix unes proporcions d'amilopectina/amilasa lleugerament diferents que l'arròs Sénia. No obstant això és una varietat d'arròs amb un alt contingut en amilopectina i per esta raó posseeix una gran capacitat per absorbir sabors d'altres aliments, tant carns com marisc. El baix contingut d'amilosa fa que sigui un arròs poc pegalós. Açò permet que l'arròs quede solt i alhora, impregnat d'aromes després de la seua cocció.